# L’Estro Armonico

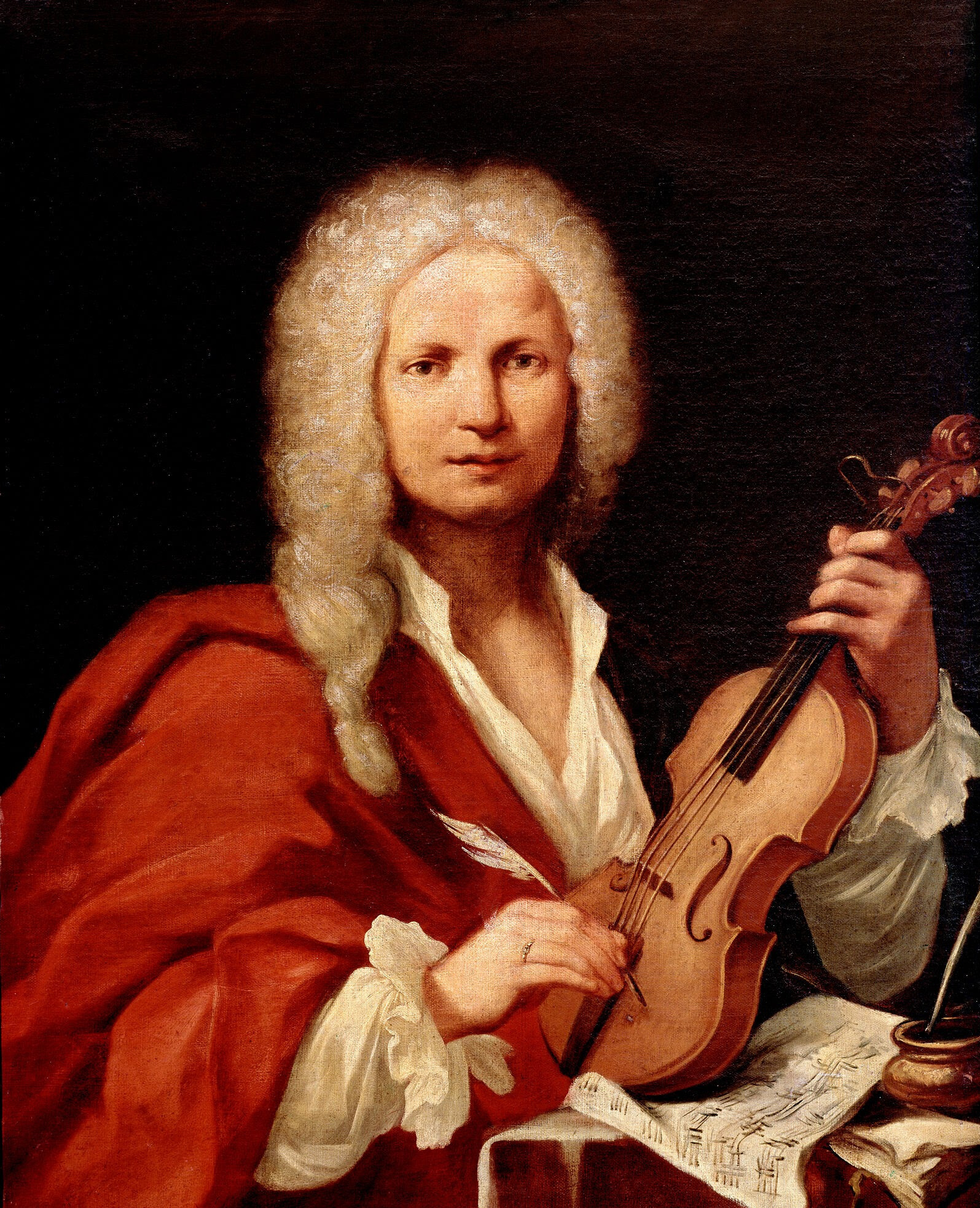
Antonio Vivaldi (1678–1741)

L'Estro Armonico, op. 3 (1711) – zbiór 12 koncertów skrzypcowych na dwoje skrzypiec i na czworo skrzypiec, których autorem jest Antonio Vivaldi (1678–1741), wśród nich:
- Koncert nr 1 D-dur, RV 549 – na czworo skrzypiec
- Koncert nr 2 g-moll, RV 578 – na dwoje skrzypiec i wiolonczelę
- Koncert nr 3 G-dur, RV 310 – na skrzypce solo
- Koncert nr 4 e-moll, RV 550 – na czworo skrzypiec
- Koncert nr 5 A-dur, RV 519 – na dwoje skrzypiec
- Koncert nr 6 a-moll, RV 356 – na skrzypce solo
- Koncert nr 7 F-dur, RV 567 – na czworo skrzypiec
- Koncert nr 8 a-moll, RV 522 – na dwoje skrzypiec
- Koncert nr 9 D-dur, RV 230 – na skrzypce solo
- Koncert nr 10 h-moll, RV 580 – na czworo skrzypiec i wiolonczelę
- Koncert nr 11 d-moll, RV 565 – na dwoje skrzypiec i wiolonczelę
- Koncert nr 12 E-dur, RV 265 – na skrzypce solo

Johann Sebastian Bach dokonał transkrypcji Koncertu nr 8 a-moll, RV 522 (Koncert na organy a-moll, BWV 593), Koncertu nr 10 h-moll, RV 580 (Koncert a-moll na cztery klawesyny, BWV 1065) oraz Koncertu nr 11 d-moll, RV 565 (Koncert na organy d-moll, BWV 596).